# Šalov
Šalov és un poble i municipi d'Eslovàquia que es troba a la regió de Nitra, al sud-oest del país. El 2011 tenia 381 habitants.

## Història
La primera menció escrita de la vila es remunta al 1233.

## Demografia
| Godina             | 1994 | 2004   | 2014    | 2024   |
| ------------------ | ---- | ------ | ------- | ------ |
| Nombre de persones | 407  | 426    | 379     | 359    |
| Diferència         |      | +4,66% | −11,03% | −5,27% |

| Godina             | 2023 | 2024   |
| ------------------ | ---- | ------ |
| Nombre de persones | 355  | 359    |
| Diferència         |      | +1,12% |